# Iroquois (Illinois)
Iroquois – wieś w Stanach Zjednoczonych, w stanie Illinois, w hrabstwie Iroquois.